# Harany (obwód mohylewski)
Harany (biał. Гараны; ros. Горяны) – wieś na Białorusi, w obwodzie mohylewskim, w rejonie mohylewskim, w sielsowiecie Paszkawa.